# Гаргамель
Гаргамель (англ. Gargamel) — персонаж из мультсериала, фильмов и комиксов Смурфы, главный антагонист Смурфов. Алхимик, охотник, изобретатель, тёмный маг.

## Описание
Гаргамель представляет собой злого и завистливого колдуна. Ему трудно смириться с тем, что кто-то может быть счастлив и просто радоваться жизни, за это он ненавидит смурфов. Гаргамель ведет постоянную борьбу со смурфиками из-за их волшебных чар, потому что хочет с помощью этих чар стать великим магом. Для того, чтобы соблазнить смурфиков, он даже придумал Смурфетту.
Гаргамель носит чёрную мантию с заплатками и красные ботинки. У него длинный крючковатый нос, и почти лысая голова, с растущими только по краю чёрными волосами. У колдуна имеются очень густые брови и чёрные устрашающие глаза.
Он также очень старый, что сильно сказывается на его попытках поймать Смурфов, возможно, именно из-за этого он так и не достиг своей цели. На момент мультсериала ему примерно 60-65 лет. Во многих сериях были намёки на пожилой возраст.
Живёт он в старом, но большом доме с котом Азраэлем и учеником Грублом.

### Связанные с Гаргамелем персонажи
- Азраэль — рыжий кот Гаргамеля. Имеет зловещий взгляд. Партнёр Гаргамеля по охоте на Смурфов.
- Грубл — молодой ученик-колдун, но его выгнали из школы колдунов из-за плохого поведения, обучения и лентяйства. Называет учителя Гарги, чем показывает к нему личные неуважение и зависть. Много раз получал от Гаргамеля за непослушание.
- Бальтазар — крёстный отец Гаргамеля, он такой же злой колдун. Живёт в большом замке.
- Мать Гаргамеля — бедная старая ведьма.
- Смурфетта — Гаргамель создал Смурфетту, чтобы она нанесла вред Смурфам и помогла ему уничтожить Смурфидол[2].